# ホワイト焼きそば
ホワイト焼きそば（ホワイトやきそば）は新潟県上越市のご当地焼きそば。塩味の焼きそばである。謙信公 義の塩 ホワイト焼きそばとも。

## 概要
「謙信公」は戦国武将の上杉謙信であり、上杉謙信の逸話‐敵対していた武田信玄が塩不足に苦しんでいることを知ると塩を送った‐から塩味の焼きそばとなった。また、上越が雪国であることから雪を思わせるように白く仕上げる。
2015年には山崎製パンからホワイト焼きそば風のランチパックが販売された。

## 条件
- 上越産のコシヒカリ米粉30%が入った麺と上越の食材を使った海鮮風の焼きそば[1]。
- 白をベースにしたやさしい味に仕上げる[1]。

使用する食材に制限はないので、真っ白な焼きそばというわけでもなく、カラフルな野菜を用いたメニューで提供する店舗もある。
一例として、洋風レストラン「遊食倶楽部たいむ」のホワイト焼きそばは、ご飯と目玉焼きの上に焼きそばを乗せ、そこにホワイトミートソースをかける。中華料理店「王華飯店」のものは、かた焼きそばに中華あんをかける。「鳥まん」は和風仕立てで、山芋を雪に見立てている。

## 誕生の経緯
2010年、地域活性化を目的として糸魚川ブラック焼きそばが考案された。糸魚川ブラック焼きそばの成功にけん引されるように翌2011年夏には上越市でホワイト焼きそばが考案され、妙高市でレッド焼きそばが考案された。
上越市では、コシヒカリ米粉の利用促進のため、地元の製麺業者や飲食店と協力して、米粉を使ったご当地グルメの開発を行っていた。2010年に冷やし中華用の米粉入り麺を作ったところ、これが美味であると評判になり、「上越の食を考える会」が2010年秋ごろからメニューの開発を始めた。当初は米粉入り生麺をゆでて、白湯（パイタン）風のあんをかける料理であったが、麺をゆでたり、あんを作るのに手間がかかるという課題もあり、野菜と海鮮、蒸した米粉入り生麺を鉄板で炒める焼きそばの形式として完成した。